# ماكس كريم
ماكس كريم (بالإنجليزية: Max Cream)‏ هو لاعب كرة قدم أمريكي في مركز الوسط، ولد في 29 أغسطس 1987 في لوس أنجلوس في الولايات المتحدة. لعب مع دندي يونايتد ودونفرملين أثلتيك ونادي بول تاون ونادي شيلبورن.